# Canal+ Premium
Canal+ Premium — польский телеканал из французской сети Canal+. Показывает премьеры своих фильмов, спорт, мультфильмы, документальные фильмы и телесериалы со всего мира.
Сейчас телеканал доступен на цифровой спутниковой платформе Cyfra + и кабельных сетях UPC, Cyfrowa Vectra и INEA. В других странах телеканал доступен на спутнике Hotbird. Телеканал идет на польском языке и на субтитрах.

## Фильмы и сериалы
- 13-й участок
- Мужчины не плачут
- Южный парк
- Детектив Монк
- Симпсоны
- 24 часа
- Эврика
- Менталист

## Программы
- Не пропустите
- Тяп-Ляп
- Мини-спорт +